# Tarazona y el Moncayo
Tarazona y el Moncayo (in aragonese: Tarazona e o Moncayo) è una delle 33 comarche dell'Aragona, con una popolazione di 14 287 abitanti; suo capoluogo è Tarazona.
Amministrativamente fa parte della provincia di Saragozza, che comprende 17 comarche.